# 岩合光昭的世界貓咪散步
岩合光昭的世界貓咪散步（日语：／）是日本NHK BS Premium播出的一個以貓為題材的紀錄片節目。該節目最初是在2012年8月6日至8月8日連續三夜以特別節目的形式播出:419。2013年開始，該節目成為常規節目，每月在BS Premium播出一集新作。2019年4月5日開始，該節目亦在NHK BS4K播出。
岩合光昭的世界貓咪散步還製作了電影版，名為《劇場版 岩合光昭的世界貓咪散步 科托拉家族和世界的好孩子們》（劇場版 岩合光昭の世界ネコ歩き コトラ家族と世界のいいコたち），在2017年10月上映。

## 概要
該節目的主要內容是動物攝影師岩合光昭拍攝的世界各地的貓咪映像，其中不少是在世界遺產等著名地點拍攝。攝影使用非隔行掃描方式，並自2018年開始使用4K超高畫質拍攝。通常版節目時長分為60分和30分兩種；並且不定期播出時長15分，包含介紹貓咪知識單元「貓識」的15分節目《岩合光昭的世界貓咪散步 mini》（岩合光昭の世界ネコ歩きmini）。
岩合光昭的世界貓咪散步亦發行過DVD。節目中使用的歌曲發行過原聲盤。出版社Crevis發行有節目的寫真集，收錄在節目中出場的貓咪。自2015年開始，該節目每年舉辦攝影展。

## 電影版
《岩合光昭的世界貓咪散步》的第一部電影版作品《劇場版 岩合光昭的世界貓咪散步 科托拉家族和世界的好孩子們》在2017年10月21日公映。這部電影以「津輕的四季」中出場的「科托拉及其家族」為中心，介紹了世界六國的貓咪們，並添加2017年夏季拍攝的未在電視上公開的「科托拉的孩子們」的映像。電影的旁白由公開聲稱熱愛貓咪的女演員吉岡里帆及岩合本人擔當。
2021年1月8日，《岩合光昭的世界貓咪散步》的第二部電影版作品《岩合光昭的世界貓咪散步 自然狀態 水和大地的貓家族》（劇場版 岩合光昭の世界ネコ歩き あるがままに、水と大地のネコ家族）上映。這部電影的DVD將在同年9月24日上市。

## 外部連結
- 官方網站 （页面存档备份，存于）
- 岩合光昭の世界ネコ歩き - NHK放送史（日本放送协会）（日語）

- 岩合光昭和自然節目 -NHK檔案館

（页面存档备份，存于）
- 『劇場版 岩合光昭的世界貓咪散步 科托拉家族和世界的好孩子們』 （页面存档备份，存于）
- 劇場版 岩合光昭の世界ネコ歩き的X（前Twitter）
- 劇場版 岩合光昭的世界貓咪散步 水和大地的貓咪家族 （页面存档备份，存于）